# Film (película)
Film es un cortometraje experimental de 1965 dirigido por Alan Schneider, escrito por Samuel Beckett y protagonizado por Buster Keaton. Es la única incursión de Samuel Beckett en el cine. Escrita en 1963, se rodó en Nueva York durante el verano de 1964.  Para el rodaje, Beckett realizó su único viaje a los Estados Unidos, en julio de 1964.